# Buenaventura Ferreira
Buenaventura Ferreira Gómez (czasami Buenaventura Ferreyra) (4 lipca 1960) – piłkarz paragwajski, napastnik (prawoskrzydłowy), pomocnik. Wzrost 175 cm, waga 74 kg. Później trener.
Urodzony w Coronel Oviedo Ferreira wziął udział w eliminacjach do finałów mistrzostw świata w 1986 roku, gdzie rozegrał osiem meczów - dwa z Boliwią, dwa z Brazylią, dwa z Chile i dwa z Kolumbią. Jako piłkarz kolumbijskiego klubu Deportivo Cali wziął udział w finałach mistrzostw świata w 1986 roku, gdzie Paragwaj dotarł do 1/8 finału. Ferreira zagrał we wszystkich czterech meczach - z Irakiem, Meksykiem, Belgią i Anglią.
Po mistrzostwach Ferreira na rok przeniósł się do Hiszpanii, gdzie grał w klubie CE Sabadell. Po powrocie do kraju został graczem klubu Club Guaraní. Jako piłkarz klubu Guaraní wziął udział w turnieju Copa América 1987, gdzie Paragwaj odpadł w fazie grupowej. Ferreira zagrał tylko w meczu z Kolumbią, gdzie w 57 minucie zmienił na boisku Roberto Cabañasa.
Nadal jako gracz klubu Guaraní wziął udział w turnieju Copa América 1989, gdzie Paragwaj zajął czwarte miejsce. Ferreira zagrał w sześciu meczach - wszystkich grupowych z Peru, Kolumbią, Wenezuelą (zdobył 2 bramki, po czym w 77 minucie zmienił go Eumelio Palacios) i Brazylią (w 45 minucie zastąpił na boisku Gustavo Neffę) oraz w dwóch meczach finałowych z Urugwajem i Brazylią.
Wziął udział w nieudanych eliminacjach do finałów mistrzostw świata w 1990 roku, gdzie zagrał tylko w przegranym 1:2 wyjazdowym meczu z Kolumbią.
W 1990 roku jako gracz klubów Club Libertad i Cerro Porteño zdobył 17 bramek i został królem strzelców ligi paragwajskiej.
Ferreira grał także w argentyńskich klubach CA Vélez Sarsfield i CA Colón oraz w boliwijskim klubie Oriente Petrolero. W reprezentacji Paragwaju rozegrał łącznie 44 mecze i zdobył 7 bramek. Karierę piłkarską zakończył w 1994 roku w ekwadorskim klubie Deportivo Quito. Następnie został trenerem - pracował m.in. w klubie Club Sol de América.